# Церква Різдва Пресвятої Богородиці (Великий Кунинець)
Церква Різдва Пресвятої Богородиці у Великому Кунинці — парафія і храм Збаразького благочиння Тернопільської єпархії Православної церкви України в селі Великий Кунинець Тернопільського району Тернопільської области.

## Історія церкви
У 1909 році громада села вирішила збудувати храм. 4 серпня 1914 року було закладено та освячено перший камінь. Храм освятили 21 вересня 1920 року на честь Різдва Пресвятої Богородиці, про що свідчить Томос, виданий з благословення митрополита Діонісія Варшавського.
З 1993 по 2008 роки храм пофарбували ззовні та всередині, а також огородили цвинтар.

## Парохи
- о. Тріфон Балонський,
- о. Василій Брухонський (до 1939),
- о. Павло Кужиль,
- о. Володимир Бабич,
- о. Роман Власенко,
- о. Ігор Мороз.